# Prélude, Choral et Fugue
Le Prélude, choral et fugue FWV 21 est une œuvre pour piano de César Franck composée en 1884. Ce triptyque fut édité en 1884 dans la collection Litolff, chez Enoch frères et Cosatalla, et exécuté pour la première fois à la Société nationale de musique le 24 janvier 1885 par Marie Poitevin, sa dédicataire. Ce fut un triomphe.

## Présentation générale
La partition tire son nom de ses trois mouvements, inspirés des œuvres de Jean-Sébastien Bach : un prélude, un choral et une fugue. Franck se consacre à des formes typiquement classiques, abandonnant ainsi le diptyque "prélude et fugue" que Bach avait porté à un haut degré de perfection.
Le Prélude, choral et fugue est un parfait exemple de forme cyclique chez Franck. Le thème cyclique[Quoi ?] réapparaît dans les trois mouvements : sous forme de récitatif dans le prélude, puis dans le passage de transition qui précède l'énoncé du choral, enfin dans le sujet même de la fugue.
Son exécution dure entre dix-sept et vingt minutes.

## Analyse de l’œuvre
L'œuvre est composée de cinq motifs principaux :
| 1 | {\key b \minor {fis' e' g' fis'}}                                                          |
| 2 | {\key b \minor {r8 cis'8 e' dis' r b \bar "\|" d' cis'}}                                   |
| 3 | {\key b \minor {ees''8 g'8 r16 g'16 fis' g' aes'8 g'8}}                                    |
| 4 | {\key ees \major { \partial 4 c'''g'' aes'' ees'' f'' g'' c''2 }}                          |
| 5 | {\key b \minor {r2 r4 e'' e'' dis'' r d'' d'' cis'' r b' b' ais' a' g' fis' e'8 fis' d'4}} |

Voici le plan détaillé de l’œuvre :
| Mouvements | Mesures  | Motifs                    |
| ---------- | -------- | ------------------------- |
| Prélude    | 1-15     | 1, 2                      |
| Prélude    | 16-28    | 1, 2                      |
| Prélude    | 28-40    | 3                         |
| Prélude    | 41-57    |                           |
| Choral     | 58-68    |                           |
| Choral     | 68-76    | 4                         |
| Choral     | 76-81    |                           |
| Choral     | 81-89    | 4                         |
| Choral     | 89-103   |                           |
| Choral     | 103-115  | 4                         |
| Transition | 116-157  |                           |
| Fugue      | 157-177  | 5                         |
| Fugue      | 178-217  |                           |
| Fugue      | 218-286  |                           |
| Fugue      | 287-361  | 2, 4, 5 (retour cyclique) |
| Fugue      | 362- fin | 4                         |

## Adaptations
Cette œuvre a fait l'objet de plusieurs transcriptions, notamment :
- pour orchestre[2] par Gabriel Pierné (1933)
- pour orgue[3] par Henri-Franck Beaupérin (2004)

## Utilisation au cinéma
C'est l'œuvre qu'on entend tout au long du film Sandra de Visconti, notamment sous les doigts de la mère pianiste de l'héroïne. Le retour des passages les plus marquants de la partition permet au cinéaste d'évoquer d'une manière subtile l'obsession du passé à laquelle est en proie Sandra, qui soupçonne sa mère d'avoir dénoncé aux nazis le père juif de ses deux enfants afin de pouvoir épouser son amant.